# Torneo de Stuttgart 2022
El Boss Open 2022 fue un torneo de tenis jugado en césped al aire libre, perteneciente al ATP Tour 2022 en la categoría ATP World Tour 250. Será la 43.ª edición del Boss Open. Se llevó a cabo en Stuttgart (Alemania) del 6 al 12 de junio de 2022.

## Distribución de puntos
| Modalidad            | Campeón | Finalista | Semifinales | Cuartos de final | 2ª ronda | 1ª ronda | Clasificados | 2ª ronda de clasificación | 1ª ronda de clasificación |
| Individual masculino | 250     | 165       | 100         | 50               | 25       | 0        | 13           | 7                         | 0                         |
| Dobles masculino     | 250     | 150       | 90          | 45               | 20       | 0        | -            | -                         | -                         |

## Cabezas de serie

### Individuales masculino
| Tenista              | Ranking | Preclasificado |
| Stefanos Tsitsipas   | 4       | 1              |
| Matteo Berrettini    | 10      | 2              |
| Hubert Hurkacz       | 13      | 3              |
| Denis Shapovalov     | 15      | 4              |
| Nikoloz Basilashvili | 24      | 5              |
| Lorenzo Sonego       | 35      | 6              |
| Aleksandr Búblik     | 42      | 7              |
| Ugo Humbert          | 46      | 8              |

- Ranking del 23 de mayo de 2022.[2]

### Dobles masculino
| Tenista                     | Ranking | Preclasificado |
| Tim Puetz Michael Venus     | 30      | 1              |
| John Peers Filip Polášek    | 31      | 2              |
| Hubert Hurkacz Mate Pavić   | 39      | 3              |
| Fabrice Martin Andreas Mies | 77      | 4              |

## Campeones

### Individual masculino
Matteo Berrettini venció a  Andy Murray por 6-4, 5-7, 6-3

### Dobles masculino
Hubert Hurkacz /  Mate Pavić vencieron a  Tim Puetz /  Michael Venus por 7-6(7-3), 7-6(7-5)